# Edificio Javier Alzamora Valdez
El Edificio Javier Alzamora Valdez (anterior Ministerio de Educación) es un rascacielos ubicado en el centro histórico de la ciudad de Lima, capital del Perú. Se levanta en la intersección de las avenidas Abancay y Colmena, junto al Parque Universitario. Pasó de ser sede del Ministerio de Educación a local principal de la Corte Superior de Justicia de Lima, parte del Poder Judicial del Perú. Tiene una altura de 86,84 m y 23 pisos. Su construcción comenzó en 1952 y finalizó en 1956.

## Historia
El edificio empezó a construirse el 27 de octubre de 1952 y fue inaugurado 17 de julio de 1956 como parte de las obras públicas realizadas durante el Ochenio del general Manuel A. Odría. Tanto en la colocación de la primera piedra como en la inauguración del edificio ya totalmente construido estuvieron presente el presidente Odría y su ministro de Educación, Juan Mendoza Rodríguez. Existió el proyecto de construir una torre gemela frente al edificio, en la avenida Abancay, con lo que se completaría un espacio circular, pero solo se llegó a construir los cimientos y el sótano. Es lo que posteriormente se conoció como el Centro Comercial "El Hueco".
Originalmente sirvió como sede del Ministerio de Educación del Perú (entonces Ministerio de Educación Pública del Perú), además también fue la primera sede del Canal 7 hasta los años setenta, tuvo esta función que mantuvo hasta inicios de los años 1990 cuando esta entidad se mudó a un nuevo local (hasta 2010) en el distrito de San Borja. Luego en el edificio se instaló la Sede Central de la Corte Superior de Justicia de Lima y los juzgados civiles, laborales y de familia así como las salas superiores civiles de Lima. A partir de entonces tomó su nuevo nombre, Javier Alzamora Valdez, quien fue presidente de la Corte Superior de Huaraz, vocal de la Corte Suprema de Justicia y Primer Presidente del Concejo Nacional de Justicia.

## Descripción
Su diseño estuvo a cargo del arquitecto peruano Enrique Seoane Ros, quien realizó numerosos y variados anteproyectos para este edificio antes de plasmar la idea definitiva, combinando el estilo clasicista y el moderno en una estructura que satisfizo las expectativas constructivas de Odría.
El volumen del edificio es de forma curva convexa hacia la esquina de las avenidas, conteniendo un bloque de veintiún niveles, un sótano y diez ascensores (seis de uso público y cuatro privados los cuales llegan hasta al piso veinte), flanqueado por dos bloques laterales de doce niveles cada uno. La estructura es de acero, el cual fue importado de la fábrica Mann de Alemania, y concreto armado. El bloque central alcanza los 87.50 metros de altura, y fue el edificio público más alto del país durante muchos años (hasta la construcción en 1974 del Centro Cívico de Lima). Su fachada está revestida de material cerámico y de cristal "Sprandelite", el cual fue utilizado por primera vez en el Perú. Toda la construcción tuvo un costo de 94 millones de soles. 
En su salón principal se encuentran murales con enchapes cerámicos inspirados en la cultura chimú y pinturas murales alusivas a la educación en el Perú, obra de pintores como Teodoro Núñez Ureta, Juan Manuel Ugarte Eléspuru, Enrique Camino Brent, Carlos Quizpez Asín, entre otros. Este mural así como las instalaciones del primer piso sufrieron daños durante la Marcha de los Cuatro Suyos en el año 2000.
En 2007 el edificio sufrió algunos daños de carácter moderado en su estructura a raíz de un sismo de 8.0 grados en Ica.

## Galería

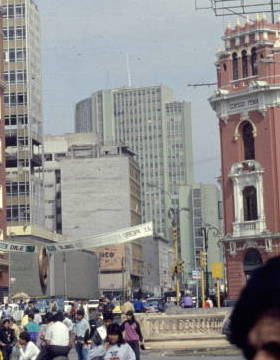
Desde la plaza San Martín en 1993
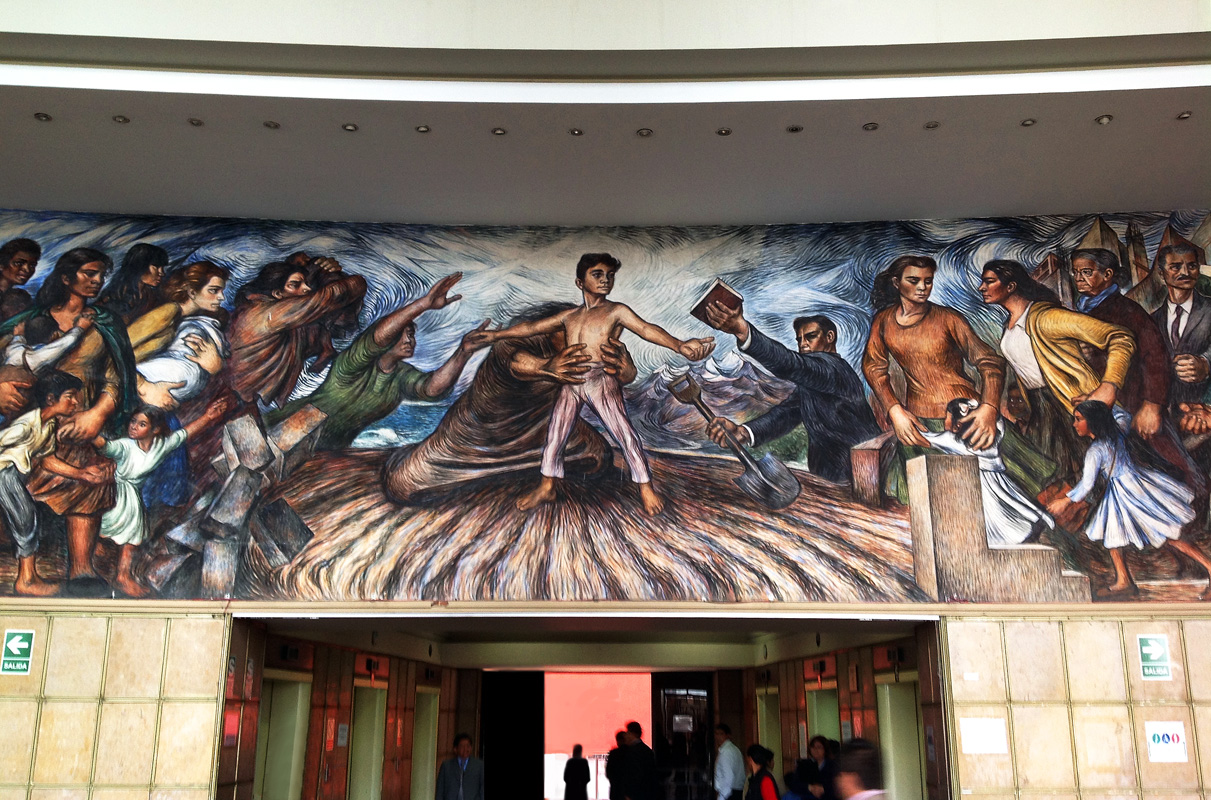
Detalle del mural La Educación en el Perú de Teodoro Núñez Ureta
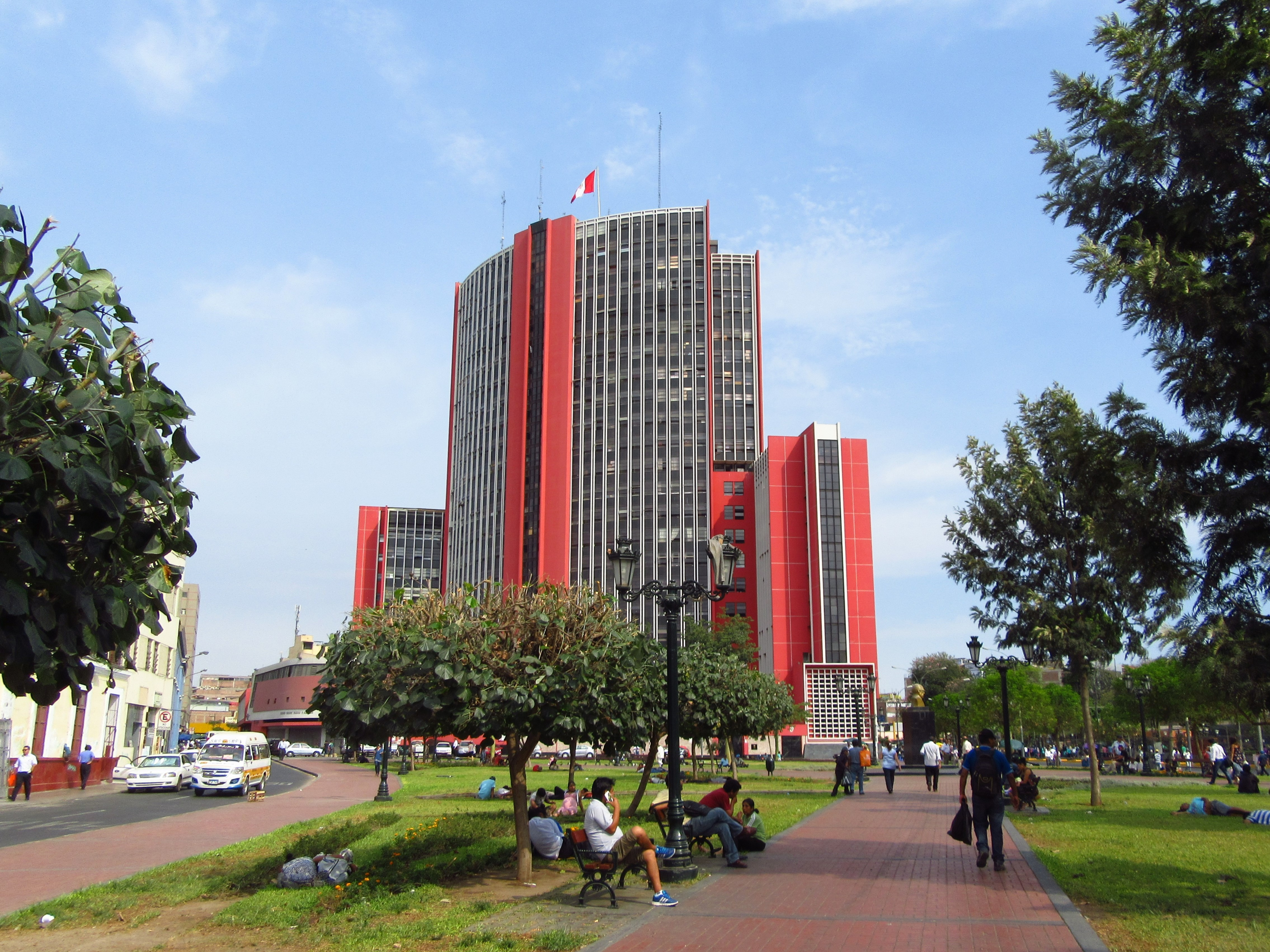
El edificio desde la plaza Luis Alberto Sánchez en 2017